# Amauris septentrionalis
Amauris septentrionalis är en fjärilsart som beskrevs av Edward Bagnall Poulton 1924. Amauris septentrionalis ingår i släktet Amauris och familjen praktfjärilar. Inga underarter finns listade i Catalogue of Life.